# Arrhopalites bellingeri
Arrhopalites bellingeri är en urinsektsart som beskrevs av Christiansen 1966. Arrhopalites bellingeri ingår i släktet Arrhopalites och familjen Arrhopalitidae. Inga underarter finns listade i Catalogue of Life.